# Leichtathletik-Europameisterschaften 1994/400 m der Frauen

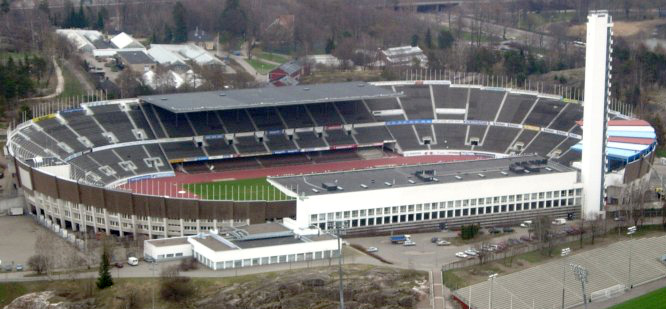
Das Olympiastadion von Helsinki im Jahr 2005

Der 400-Meter-Lauf der Frauen bei den Leichtathletik-Europameisterschaften 1994 wurde vom 8. bis 11. August 1994 im Olympiastadion der finnischen Hauptstadt Helsinki ausgetragen.
Europameisterin wurde die französische Olympiasiegerin von 1992, Weltmeisterin von 1991 und EM-Dritte von 1990 Marie-José Pérec. Sie gewann vor der Russin Swetlana Gontscharenko. Bronze ging an die Britin Phylis Smith.

## Bestehende Rekorde
| Weltrekord           | 47,60 s | Marita Koch | Canberra, Australien   | 6. Oktober 1985   |
| Europarekord         | 47,60 s | Marita Koch | Canberra, Australien   | 6. Oktober 1985   |
| Meisterschaftsrekord | 48,16 s | Marita Koch | EM Athen, Griechenland | 8. September 1982 |

Der bestehende EM-Rekord wurde bei diesen Europameisterschaften nicht erreicht. Die schnellste Zeit erzielte die französische Europameisterin Marie-José Pérec im Finale mit 50,33 s, womit sie 2,17 s über dem Rekord blieb. Zum Welt- und Europarekord fehlten ihr 2,73 s.

## Legende
| DNF | Wettkampf nicht beendet (did not finish) |

## Vorrunde
8. August 1994
Die Vorrunde wurde in drei Läufen durchgeführt. Die ersten vier Athletinnen pro Lauf – hellblau unterlegt – sowie die darüber hinaus vier zeitschnellsten Läuferinnen – hellgrün unterlegt – qualifizierten sich für das Halbfinale.

### Vorlauf 1
| Platz | Name                 | Nation         | Zeit (s) |
| ----- | -------------------- | -------------- | -------- |
| 1     | Phylis Smith         | Großbritannien | 51,87    |
| 2     | Marie-José Pérec     | Frankreich     | 51,87    |
| 3     | Daniela Spassowa     | Bulgarien      | 52,56    |
| 4     | Charlotta Johansson  | Schweden       | 52,91    |
| 5     | Tatjana Sacharowa    | Russland       | 53,18    |
| 6     | Elzbieta Kilinska    | Polen          | 53,19    |
| 7     | Tamara Kupriyanovich | Belarus        | 53,42    |
| 8     | Dora Kyriakou        | Zypern         | 53,75    |

### Vorlauf 2
| Platz | Name                | Nation         | Zeit (s) |
| ----- | ------------------- | -------------- | -------- |
| 1     | Jelena Andrejewa    | Russland       | 51,73    |
| 2     | Sandra Myers        | Spanien        | 51,93    |
| 3     | Melanie Neef        | Großbritannien | 52,44    |
| 4     | Évelyne Élien       | Frankreich     | 52,54    |
| 5     | Naděžda Koštovalová | Tschechien     | 52,75    |
| 6     | Uta Rohländer       | Deutschland    | 53,30    |
| 7     | Heidi Suomi         | Finnland       | 53,50    |
| 8     | Patrizia Spuri      | Italien        | 54,35    |

### Vorlauf 3
| Platz | Name                   | Nation         | Zeit (s) |
| ----- | ---------------------- | -------------- | -------- |
| 1     | Francine Landre        | Frankreich     | 51,92    |
| 2     | Swetlana Gontscharenko | Russland       | 51,96    |
| 3     | Anja Rücker            | Deutschland    | 52,09    |
| 4     | Solvi Meinseth         | Norwegen       | 52,49    |
| 5     | Hana Benešová          | Tschechien     | 52,87    |
| 6     | Linda Keough           | Großbritannien | 52,95    |
| 7     | Danielle Perpoli       | Italien        | 53,81    |
| 8     | Hanna Kosak            | Belarus        | 53,83    |

## Halbfinale
9. August 1994
Aus den beiden Halbfinalläufen qualifizierten sich die jeweils ersten vier Athletinnen – hellblau unterlegt – für das Finale.

### Lauf 1
| Platz | Name                | Nation         | Zeit (s) |
| ----- | ------------------- | -------------- | -------- |
| 1     | Marie-José Pérec    | Frankreich     | 51,96    |
| 2     | Jelena Andrejewa    | Russland       | 52,36    |
| 3     | Daniela Spassowa    | Bulgarien      | 52,43    |
| 4     | Melanie Neef        | Großbritannien | 52,55    |
| 5     | Charlotta Johansson | Schweden       | 52,89    |
| 6     | Linda Keough        | Großbritannien | 53,63    |
| 7     | Naděžda Koštovalová | Tschechien     | 53,75    |
| DNF   | Sandra Myers        | Spanien        |          |

### Lauf 2
| Platz | Name                   | Nation         | Zeit (s) |
| ----- | ---------------------- | -------------- | -------- |
| 1     | Swetlana Gontscharenko | Russland       | 51,84    |
| 2     | Anja Rücker            | Deutschland    | 51,84    |
| 3     | Phylis Smith           | Großbritannien | 51,90    |
| 4     | Francine Landre        | Frankreich     | 51,92    |
| 5     | Solvi Meinseth         | Norwegen       | 52,60    |
| 6     | Tatjana Sacharowa      | Russland       | 52,99    |
| 7     | Évelyne Élien          | Frankreich     | 53,05    |
| 8     | Hana Benešová          | Tschechien     | 53,66    |

## Finale

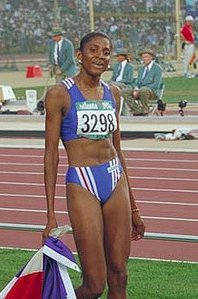
Nach Rang drei 1990 errang die damals weltbeste 400-Meter-Läuferin Marie-José Pérec auch den EM-Titel und setzte auch danach ihre Erfolgsserie fort

11. August 1994
| Platz | Name                   | Nation         | Zeit (s) |
| ----- | ---------------------- | -------------- | -------- |
| 1     | Marie-José Pérec       | Frankreich     | 50,33    |
| 2     | Swetlana Gontscharenko | Russland       | 51,24    |
| 3     | Phylis Smith           | Großbritannien | 51,30    |
| 4     | Jelena Andrejewa       | Russland       | 51,65    |
| 5     | Anja Rücker            | Deutschland    | 52,85    |
| 6     | Melanie Neef           | Großbritannien | 52,10    |
| 7     | Daniela Spassowa       | Bulgarien      | 52,25    |
| 8     | Francine Landre        | Frankreich     | 52,67    |

## Video
- Women's 400m Final European Champs Helsinki 1994, www.youtube.com, abgerufen am 2. Januar 2023